# 影山灯
影山 灯（かげやま あかり、12月25日 - ）は、日本の女性声優。神奈川県出身。ダックスプロダクション所属。

## 来歴
声優への憧れは小学生時代から抱いており、卒業文集では将来の夢に「声優」を挙げたほどである。また、当時は『HUNTER×HUNTER』の真似をして楽しんでいたことを明かしている。その後、大学の英文科を卒業してから声優を目指し、2015年夏に放送されたテレビアニメ『干物妹!うまるちゃん』にてヒロインの一人、海老名菜々役でデビュー。
2024年1月1日、自身のXにて結婚したことを報告した。
2025年1月31日をもってIAMエージェンシーを退所し、4月1日にダックスプロダクション所属となったことが発表された。

## 人物
資格としてTOEICが680点、英検2級、日本漢字能力検定2級といった資格を所持しているほか書道7段でもある。その他、普通自動車免許を所有している。
趣味はビリヤードとカラオケ。特技はモノマネと絵を描くことである。好きな漫画は『東京喰種トーキョーグール』、『亜人』、『DEATH NOTE』を挙げている。
引っ込み思案な性格のため、中学・高校では部活に対しあまりのめり込めなかったことを明かしている。
『干物妹!うまるちゃん』で共演した田中あいみ、白石晴香、古川由利奈とは、江の島やゲームセンターに行くほどの仲であるという。

## 出演
太字はメインキャラクター。

### テレビアニメ
2015年
- 小森さんは断れない!
- 城下町のダンデライオン（静流）
- 干物妹!うまるちゃん（2015年 - 2017年、海老名菜々） - 2シリーズ
- ゆるゆり さん☆ハイ!（大学の講師）

2016年
- 美少女遊戯ユニット クレーンゲールGalaxy（レイ）
- ナゾトキネ（水上郷琥）
- 魔装学園H×H（千鳥ヶ淵愛音）
- 三者三葉（客C）

2017年
- 王室教師ハイネ（女の子）
- 覆面系ノイズ（小学生、女子生徒2）
- ひなこのーと（女性）
- プリンセス・プリンシパル（ベアトリス）
- クリオネの灯り（サヤカ / 浜沙耶花）

2018年
- アイドリッシュセブン（2018年 - 2022年、愛〈めぐみ〉） - 4シリーズ
- ラストピリオド -終わりなき螺旋の物語-（子供）
- 邪神ちゃんドロップキック（2018年 - 2020年、単眼ちゃん、シジミ） - 2シリーズ
- 青春ブタ野郎はバニーガール先輩の夢を見ない（日南子、女子学生）

2019年
- 上野さんは不器用（山下）
- 八月のシンデレラナイン（女子A、鈴木健次郎〈幼少期〉、朝比奈いろは）
- なむあみだ仏っ!-蓮台 UTENA-（女子高生）
- アズールレーン（古鷹、加古）

2020年
- ネコぱら（女性客A）
- はてな☆イリュージョン（女子生徒A）
- D4DJ First Mix（2020年 - 2023年、女生徒、女性店員、女子生徒）- 2シリーズ + 特別編

2022年
- デート・ア・ライブ シリーズ（2022年 - 2024年、星宮六喰） - 2シリーズ
- 理系が恋に落ちたので証明してみた。r=1-sinθ

2023年
- 老後に備えて異世界で8万枚の金貨を貯めます（女性B）
- アルスの巨獣（モリビト子ども）
- でこぼこ魔女の親子事情（マキア）

2024年
- ささやくように恋を唄う（放送部）
- 魔導具師ダリヤはうつむかない（妖精）

### 劇場アニメ
- 青春ブタ野郎はゆめみる少女の夢を見ない（2019年、小学生）
- プリンセス・プリンシパル Crown Handler（2021年 - 2023年、ベアトリス[20]） - 3作品[一覧 6]

### OVA
- プリンセス・プリンシパル（2021年 - 2022年、ベアトリス） - 2作品[一覧 7]

### ゲーム
2015年
- シューティングガール（嶺部亜佐美、光山正美）
- 干物妹!うまるちゃん 〜干物妹!育成計画〜（海老名菜々）
- プリンセスメーカー（カプリコーン）

2016年
- 嫁コレ（海老名菜々）
- 少女前線（MP5）
- ウチの姫さまがいちばんカワイイ（アミーナ・アジュラ）

2017年
- ヒロイックソングス！（相羽憧）
- 一血卍傑-ONLINE-（ヤマヒメ）
- SKYOVER（ミリィ）
- 限界凸城キャッスルパンツァーズ（アルミラージ）
- ナイツクロニクル（ヒルダ）
- プリンセス・プリンシパル GAME OF MISSON（ベアトリス）
- ゴシックは魔法乙女〜さっさと契約しなさい!〜（海老名菜々、金糸雀）
- ドラゴンジェネシス -聖戦の絆-（ルナ）
- アズールレーン（青葉、古鷹、加古、衣笠）
- クイズRPG 魔法使いと黒猫のウィズ（プリフィカ・ランクスター）
- オルターレコード　アジャストメント（劉備）
- 神撃のバハムート（コロル）
- 八月のシンデレラナイン（朝比奈いろは）

2018年
- オトギフロンティア（千鳥ヶ淵愛音）
- グランドチェイス-次元の追跡者（ソフィア）

2019年
- 天華百剣 -斬-（鳥飼来国次）
- アズールレーン クロスウェーブ（青葉）
- アークナイツ（ドゥリン、プロヴァンス）

2020年
- SINoALICE -シノアリス-（金糸雀）

2021年
- ガールズ&パンツァー 戦車道大作戦!（ベアトリス）

2022年
- グリムグリモア OnceMore（オパールネラ・レイン）
- モンスターストライク（電堂りるる）

### ドラマCD
- あやかしこ（2019年、雪芽[38]）

### デジタルコミック
- リリィ・リリィ・ラ・ラ・ランド（2022年、峰賀君子[39]）
- 捨てられた令嬢は、いつの間にかに拾われる〜隣国で王太子に溺愛されてます〜（2024年、アーニヤ・ロシュフォード[40]）

### ラジオ
※はインターネット配信。
- 干物妹うまるちゃんR 妹'Sの だらだラジオ（2018年、音泉※）[41]

### インターネットテレビ
- 干物妹!うまるちゃん 月曜から宴「ダラなま」（2015年、ニコニコ生放送）
- Let'sパーリナイ!! ダラなまRainbow（2017年、ニコニコ生放送※）

### 吹き替え
- お気に召すまま（キャスター 他）
- テロ、ライブ

### テレビ
- 花より男子（エキストラ）

### その他コンテンツ
- 温泉むすめ（十津川飛香[42]）
- CHARMS!!（2021年 - 2023年、妙典蛍[43]）
- 朗読劇『鬼の花嫁』（2023年） - 花梨 役

## ディスコグラフィ

### キャラクターソング
| 発売日   | 商品名                                                   | 歌 | 楽曲                                                              | 備考                                                                   |
| 2015年   | 2015年                                                   | 2015年 | 2015年                                                            | 2015年                                                                 |
| -------- | -------------------------------------------------------- | --- | ----------------------------------------------------------------- | ---------------------------------------------------------------------- |
| 8月19日  | かくしん的☆めたまるふぉ〜ぜっ！                          | 妹S | 「Sisters Wink」                                                  | テレビアニメ『干物妹！うまるちゃん』関連曲                             |
| 8月19日  | ひだまりデイズ                                           | 妹S | 「ひだまりデイズ」                                                | テレビアニメ『干物妹！うまるちゃん』エンディングテーマ                 |
| 8月19日  | ひだまりデイズ                                           | 妹S | 「フィーバー夏Vacation!」                                         | テレビアニメ『干物妹！うまるちゃん』関連曲                             |
| 9月2日   | 干物妹！うまるちゃん キャラクターソング Vol.2 海老名菜々 | 海老名菜々（影山灯） | 「sweet sweet everytime sweet」 「そいだばね」 「ひだまりデイズ」 | テレビアニメ『干物妹！うまるちゃん』関連曲                             |
| 9月16日  | 干物妹！うまるちゃん BD・DVD第1巻特典CD                  | 妹S | 「Dreamy Friends」                                                | テレビアニメ『干物妹！うまるちゃん』関連曲                             |
| 11月16日 | 絶対的晴天青空                                           | ダークチェリー | 「Don't call me a loser」                                         | テレビアニメ『美少女遊戯ユニット クレーンゲールギャラクシー』挿入歌    |
| 2017年   |                                                          | |                                                                   |                                                                        |
| 8月2日   | A Page of My Story                                       | アンジェ（今村彩夏）、プリンセス（関根明良）、ドロシー（大地葉）、ベアトリス（影山灯）、ちせ（古木のぞみ） | 「A Page of My Story」                                            | テレビアニメ『プリンセス・プリンシパル』エンディングテーマ             |
| 8月2日   | A Page of My Story                                       | アンジェ（今村彩夏）、プリンセス（関根明良）、ドロシー（大地葉）、ベアトリス（影山灯）、ちせ（古木のぞみ） | 「Shoot Your Heart Out!」                                         | テレビアニメ『プリンセス・プリンシパル』関連曲                         |
| 8月30日  | 5 Moving Shadows                                         | ベアトリス（影山灯） | 「リトルブレイバー」                                              | テレビアニメ『プリンセス・プリンシパル』関連曲                         |
| 9月27日  | Sound of Foggy London                                    | ドロシー（大地葉）、ベアトリス（影山灯） | 「moonlight melody」                                              | テレビアニメ『プリンセス・プリンシパル』挿入歌                         |
| 11月15日 | うまるん体操                                             | 妹S | 「うまるん体操」                                                  | テレビアニメ『干物妹！うまるちゃんR』エンディングテーマ                |
| 11月15日 | うまるん体操                                             | 妹S | 「変わらない宝物」                                                | テレビアニメ『干物妹！うまるちゃんR』関連曲                            |
| 12月13日 | 〜妹Ｓ☆QUEST〜                                           | 妹S | 「MUTEKINO SISTER FANTASY」                                       | テレビアニメ『干物妹！うまるちゃんR』関連曲                            |
| 12月13日 | 〜妹Ｓ☆QUEST〜                                           | 海老名菜々（影山灯） | 「7th Heart」                                                     | テレビアニメ『干物妹！うまるちゃんR』関連曲                            |
| 12月13日 | 〜妹Ｓ☆QUEST〜                                           | 土間うまる（田中あいみ）、海老名菜々（影山灯） | 「海老名ちゃんのフリー秋田妹ダンジョン」                          | テレビアニメ『干物妹！うまるちゃんR』関連曲                            |
| 2019年   |                                                          | |                                                                   |                                                                        |
| 3月27日  | 「上野さんは不器用」Ending Theme Songs                   | 上野（芹澤優）、田中（田中あいみ）、山下（影山灯） | 「マイペース・サイエンス」                                        | テレビアニメ『上野さんは不器用』エンディングテーマ                     |
| 3月27日  | 「上野さんは不器用」Ending Theme Songs                   | 山下（影山灯） | 「マイペース・サイエンス」                                        | テレビアニメ『上野さんは不器用』関連曲                                 |
| 2020年   |                                                          | |                                                                   |                                                                        |
| 4月8日   | Nowhere Land                                             | アンジェ（古賀葵）、プリンセス（関根明良）、ドロシー（大地葉）、ベアトリス（影山灯）、ちせ（古木のぞみ） | 「Nowhere Land」                                                  | 劇場アニメ『プリンセス・プリンシパル Crown Handler』エンディングテーマ |
| 4月8日   | Nowhere Land                                             | アンジェ（古賀葵）、プリンセス（関根明良）、ドロシー（大地葉）、ベアトリス（影山灯）、ちせ（古木のぞみ） | 「Gratitude」                                                     | 劇場アニメ『プリンセス・プリンシパル Crown Handler』関連曲             |
| 4月29日  | 百華繚乱 弐                                              | 浦島虎徹（星乃葉月）、後藤藤四郎（角元明日香）、鳥飼来国次（影山灯） | 「ちょこれいとSONG」                                              | ゲーム『天華百剣 -斬-』関連曲                                          |
| 2022年   |                                                          | |                                                                   |                                                                        |
| 10月7日  | CHARMS!! ユニットデビューシリーズ #2 Pièce Montée        | 妙典蛍（影山灯） | 「ごーすとはーもにー」                                            | 『CHARMS!!』関連曲                                                     |
| 10月7日  | CHARMS!! ユニットデビューシリーズ #2 Pièce Montée        | 妙典蛍（影山灯）、昏間幽々（山本希望） | 「大迷惑」                                                        | 『CHARMS!!』関連曲                                                     |
| 2023年   |                                                          | |                                                                   |                                                                        |
| 5月26日  | CHARMS!! デビューシングル「WE ARE CHARMS!!」             | 嬉野ひなた（会沢紗弥）、朗嘉恵利（井澤美香子）、桜木梢枝（峯田茉優）、権堂 舞（福原綾香）、妙典 蛍（影山灯） | 「CHARMS!!」                                                      | 『CHARMS!!』関連曲                                                     |
| 5月26日  | CHARMS!! デビューシングル「WE ARE CHARMS!!」             | 嬉野ひなた（会沢紗弥）、朗嘉恵利（井澤美香子）、桜木梢枝（峯田茉優）、権堂 舞（福原綾香）、妙典 蛍（影山灯） | 「WE ARE CHARMS!!」                                               | 『CHARMS!!』関連曲                                                     |
| 5月26日  | CHARMS!! デビューシングル「WE ARE CHARMS!!」             | 妙典蛍（影山灯）、昏間幽々（山本希望） | 「ごーすとはーもにー(Short ver.)」                                | 『CHARMS!!』関連曲                                                     |
| 5月26日  | CHARMS!! デビューシングル「WE ARE CHARMS!!」             | 妙典蛍（影山灯）、昏間幽々（山本希望） | 「大迷惑(Short ver.)」                                            | 『CHARMS!!』関連曲                                                     |
| 5月26日  | CHARMS!! デビューシングル「WE ARE CHARMS!!」             | 妙典蛍（影山灯）、昏間幽々（山本希望） | 「CHARMS!!(幽魂ハアモニヰ ver.)」                                 | 『CHARMS!!』関連曲                                                     |
| 5月26日  | CHARMS!! デビューシングル「WE ARE CHARMS!!」             | 嬉野ひなた（会沢紗弥）、楪葉 了（青木瑠璃子）、朗嘉恵利（井澤美香子）、有村柘榴（井澤詩織）、桜木梢枝（峯田茉優）、山田小夜（鈴木絵理）、権堂 舞（福原綾香）、安心院千景（田澤茉純）、妙典 蛍（影山灯）、昏間幽々（山本希望） | 「CHARMS!!(All member ver.)」                                     | 『CHARMS!!』関連曲                                                     |

### シリーズ一覧
1. ↑  第1期（2015年）、第2期『R』（2017年）
2. ↑  第1期（2018年）、第2期『Second BEAT!』（2020年）、第3期『Third BEAT!』第1クール（2021年）、第3期『Third BEAT!』第2クール（2022年）
3. ↑  第1期（2018年）、第2期『'』（2020年）
4. ↑  第1期（2020年）、特別編『D4DJ Double Mix』（2022年）、第2期『All Mix』（2023年）
5. ↑  第4期『IV』（2022年）、第5期『V』（2024年）
6. ↑  第1章[21]（2021年）、第2章（2021年）、第3章[22]（2023年）
7. ↑  『Crown Handler』第1章Blu-ray特装限定版映像特典「BUSY EASY MONEY」（2021年）、『Crown Handler』第2章Blu-ray特装限定版映像特典「Revealing Reviews」（2022年）

### ユニットメンバー
1. 1 2 3  土間うまる（田中あいみ）、海老名菜々（影山灯）、本場切絵（白石晴香）、橘・シルフィンフォード（古川由利奈）
2. ↑  ヒカル（内田彩）、レイ（影山灯）、ルミエ（佐々木未来）